# Corps des astronautes de la NASA

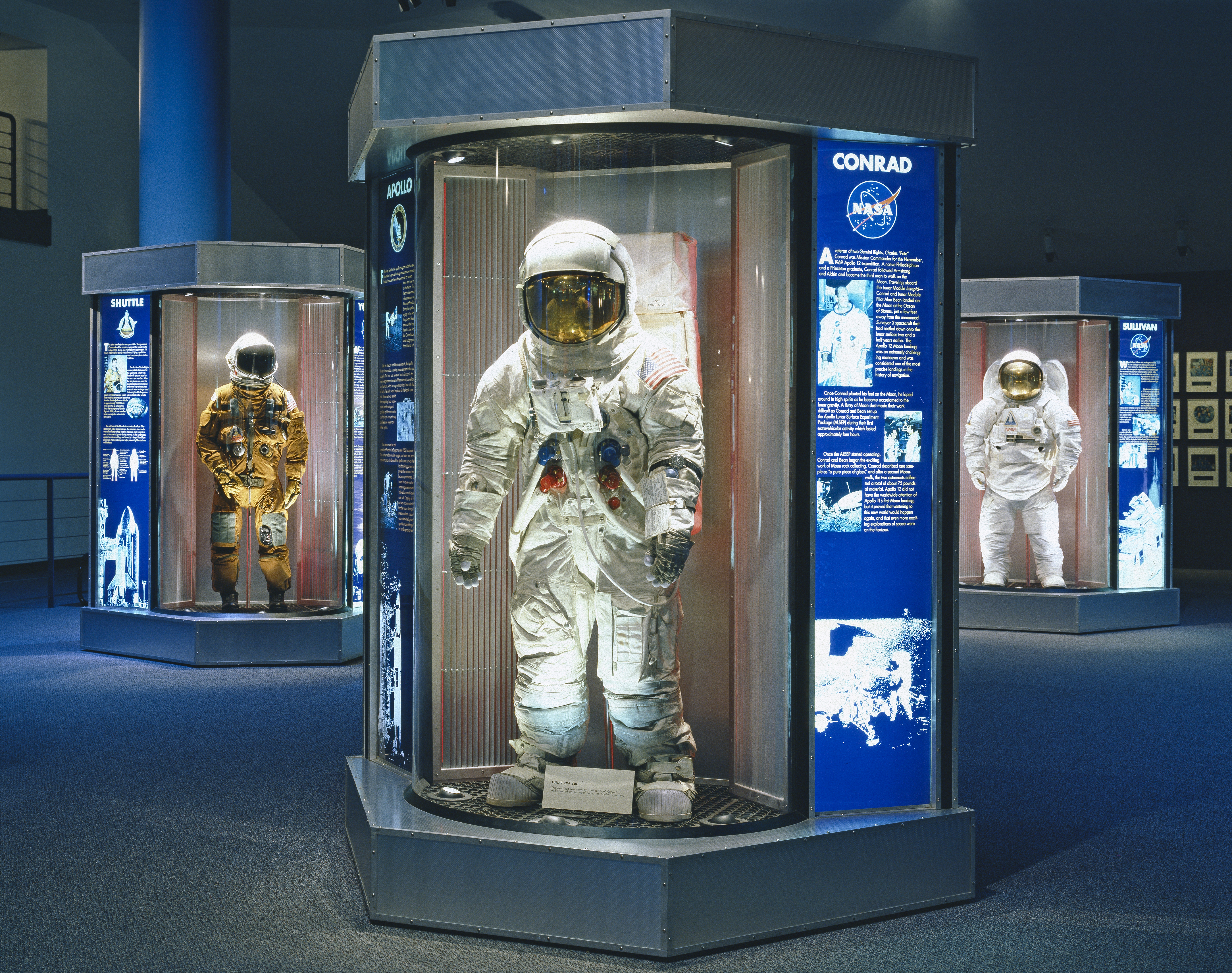
Combinaisons spatiales de la NASA portées précédemment par le Corps des astronautes au Centre spatial Johnson

Le Corps des astronautes de la NASA est une unité des États-Unis de la National Aeronautics and Space Administration (NASA) qui sélectionne, forme et pourvoit des astronautes comme membres d'équipage pour ces besoins et pour les missions spatiales internationales. Il est basé au Centre spatial Lyndon B. Johnson à Houston dans le Texas.

## Historique
Les premiers candidats astronautes américains ont été sélectionnés par la NASA en 1959 pour son projet Mercury avec l'objectif de mettre en orbite des astronautes autour de la Terre dans une capsule monoplace. On a demandé aux différents départements militaires de fournir une liste de pilotes d'essai militaires avec des qualifications spécifiques. Après un dépistage rigoureux, la NASA a annoncé sa sélection de « Mercury Seven », comme ses premiers astronautes. Depuis lors, la NASA a sélectionné 20 autres groupes d'astronautes, et ouvert le corps à des civils, des scientifiques, des médecins, des ingénieurs et des enseignants. Dans la sélection de 2009, 61 % des astronautes sélectionnés par la NASA provenaient du monde militaire.
La NASA sélectionne ses candidats à partir d'un bassin diversifié de candidats avec une grande variété de milieux. Parmi les milliers de demandes reçues, seuls quelques-uns sont choisis pour le programme de formation intensif de candidat astronaute. 
En comprenant l'« Original Seven », seuls 339 candidats ont été sélectionnés à ce jour.

## Organisation
Le corps des astronautes est basé au Centre spatial Lyndon B. Johnson à Houston, bien que les membres peuvent être affectés à d'autres endroits, suivant les exigences de la mission, par exemple pour la formation Soyouz à la Cité des étoiles, en Russie.
Le chef du Bureau des astronautes est la position de leadership la plus élevée pour les astronautes actifs dans le Corps. L'astronaute en chef sert à la tête du Corps et est le principal conseiller de l'Administrateur de la NASA sur la formation et les opérations des astronautes. Le premier était l'astronaute en chef Deke Slayton, nommé en 1962. L'astronaute en chef actuel est Robert Behnken , et est assisté par Eric Boe comme astronaute en chef adjoint.

## Salaire
Les salaires pour les astronautes civils sont fondés sur l'échelle de rémunération annexe générale du gouvernement fédéral des États-Unis pour les classes GS-11 à GS-14. La note est déterminée conformément à l'acquis et l'expérience académique de chaque individu. Actuellement, un salaire GS-11 commence à  64 737 $ US par an et un salaire GS-14 gagne jusqu'à 141 715 $ par an.
Les astronautes militaires sont détachés au Centre spatial Johnson et restent en service actif, gardant leur rémunération, leurs avantages, leurs congés, et autres questions militaires similaires.

## Qualifications
Il n'y a pas de restrictions d'âge pour les astronautes du Corps de la NASA. L'âge des nouveaux astronautes est compris entre 26 et 46 ans, l'âge moyen étant de 34 ans. Les candidats doivent être citoyens américains pour participer aux différents programmes, bien que les candidats ayant une double nationalité américaine valide sont également admissibles.
Il existe trois grandes catégories de compétences : éducation, expérience de travail, et médecine.
Les candidats doivent être titulaires d'un baccalauréat dans un établissement accrédité dans l'ingénierie, les sciences biologiques, les sciences physiques ou les mathématiques. Le diplôme doit être suivi d'au moins trois ans de postes à responsabilité, d'expérience professionnelle (études supérieures ou d'études) connexe ou au moins 1 000 heures comme  pilote commandant de bord sur des avions à réaction. Un diplôme d'études supérieures est souhaitable et peut être remplacé par l'expérience (diplôme de maîtrise = 1 an ou d'un doctorat = 3 ans). Enseigner une expérience, notamment à des niveaux K - 12[Quoi ?], est considéré comme une expérience qualifiante.
Les candidats doivent avoir la possibilité de passer de longues durées dans l'espace, et avoir les exigences spécifiques de la NASA suivantes :
- Acuité visuelle de loin et de près : 20/20 à chaque œil ;
  - Les opérations de chirurgie correctrices de l'œil, PKR et Lasik, sont autorisées, à condition qu'il se soit passé au moins un an depuis la date de l'opération sans effet défavorable permanent.
- Pression artérielle ne devant pas dépasser 140/90 mesurée en position assise ;
- Taille de l'individu debout comprise entre 157,5 et 190,5 cm.

## Membres

### Chef du bureau des astronautes
Le chef du bureau des astronautes dirige le corps. 

### Les astronautes
En juillet 2018, le corps dispose de 39 astronautes actifs et 18 "astronautes administratifs", employés à la NASA, mais sans éligibilité de vol .
Le plus grand nombre d'astronautes actifs à un moment donné a été en 2000 quand il y avait 149.
En 2018, tout le corps des astronautes sont issus des classes de 1996 (groupe d'astronautes 16) ou ultérieure.
Il y a actuellement 19 astronautes internationaux actifs, affectés au Johnson Space Center, qui ont été choisis par leur agence nationale respective, mais qui ont été formés et servent aux côtés de leurs homologues de la NASA. Ces astronautes internationaux, le spécialistes de charge utile, et les participants au vol spatial ne sont pas considérés comme des membres du Corps des astronautes de la NASA.

### Candidats astronautes
Le terme candidat astronaute (officieusement "ASCAN" ) fait référence à des individus qui ont été sélectionnés par la NASA comme candidats pour le Corps des astronautes de la NASA et sont actuellement en cours de formation et un programme de candidature au Johnson Space Center. La classe la plus récente de candidats astronautes a été sélectionné en juin 2017. À l'issue d'un programme de formation de deux ans, ils seront promus au rang d'astronaute.

### Anciens membres
La sélection comme candidat astronaute et la promotion ultérieure en tant qu'astronaute ne garantissent pas que l'individu finira par voler dans l'espace. Un certain nombre de candidats ont volontairement démissionné ou ont été disqualifiés pour des raisons médicales après avoir être devenus astronautes, mais avant d'être sélectionnés pour un vol.
Les candidats civils devront rester dans le Corps pendant au moins cinq ans après la formation initiale tandis que les candidats militaires sont affectés pour des missions spécifiques. Par la suite, les membres du Corps des astronautes peuvent démissionner  ou prendre leur retraite à tout moment.
Trois membres du Corps des astronautes sont morts dans un accident lors d'un essai au sol, dans le cadre de la préparation d'Apollo 1. Quatorze astronautes ont été tués lors d'un vol spatial, pendant les missions STS-51-L et STS-107 de la navette spatiale. Quatre astronautes (Elliot See, Charles Bassett, Theodore Freeman et Clifton Williams) ont été tués dans des accidents d'avion T-38 au cours de formation pour le vol spatial pendant les programmes Gemini et Apollo. Un autre a été tué dans un accident d'automobile en 1967, et un dernier est mort dans l'accident d'un avion commercial en 1991 lors d'un voyage d'affaires pour la NASA.
Deux membres du Corps ont été volontairement exclus du Corps, puis licenciés : Lisa Nowak et William Oefelein. Tous deux ont repris du service dans l'US Navy.

## Les groupes de sélection
- 1959 Groupe 1 - "The Mercury Seven"
- 1962 Groupe 2 - "The New Nine"
- 1963 Groupe 3 - "The Fourteen"
- 1965 Groupe 4 - "The Scientists"
- 1966 Groupe 5 - "The Original 19"
- 1967 Groupe 6 - "The Excess Eleven (XS-11)"
- 1969 Groupe 7 - "USAF MOL Transfer" (Astronautes sélectionnés à partir du programme Manned Orbital Laboratory)
- 1978 Groupe 8 - "Thirty-Five New Guys (TFNG)" (classe incluant les premières candidates)
- 1980 Groupe 9 - "19+80"
- 1984 Groupe 10 - "The Maggots"
- 1985 Groupe 11
- 1987 Groupe 12 - "The GAFFers"
- 1990 Groupe 13 - "The Hairballs"
- 1992 Groupe 14 - "The Hogs"
- 1994 Groupe 15 - "The Flying Escargot"
- 1996 Groupe 16 - "The Sardines" (La plus grande classe à ce jour, 35 candidats de la NASA et 9 astronautes internationaux)
- 1998 Groupe 17 - "The Penguins"
- 2000 Groupe 18 - "The Bugs"
- 2004 Groupe 19 - "The Peacocks"
- 2009 Groupe 20 - "The Chumps"
- 2013 Groupe 21 - "The 8-Balls"
- 2017 Groupe 22 - "The Turtles"
- 2021 Groupe 23 - "The Flies"